# El Paquete Semanal

El Paquete Semanal - ou simplement El Paquete - est une sorte de collection informatique de contenus audiovisuels et Internet piratés qui est vendue clandestinement auprès de la population de Cuba.

## Présentation
À Cuba, Internet n'est pas accessible à tous et est très lent. El paquete permet aux Cubains de recevoir les informations américaines, de la musique et des divertissements.
Environ la moitié de la population cubaine, soit cinq millions de Cubains, utilise chaque semaine cette collection de contenus culturels.